# Comité consultatif des unités
Pour les articles homonymes, voir CCU.
Le Comité consultatif des unités (CCU) est un sous-comité du Comité international des poids et mesures (CIPM), auprès duquel il joue un rôle consultatif sur les sujets liés aux unités de mesure. Il traite en particulier des questions relatives à l'évolution du Système international d'unités (SI) et compile la brochure sur le SI.

## Histoire
Le Comité consultatif des unités, créé en 1964 au sein du Comité international des poids et mesures (CIPM), remplace la Commission du système d'unités établie par le CIPM en 1954,. Sa création est approuvée par la Conférence générale des poids et mesures (CGPM) lors de sa 12e réunion en octobre 1964.

## Composition
Contrairement à la plupart des autres comités du CIPM, le CCU est composé principalement de représentants de diverses organisations.
Le président du CCU est nommé par le CIPM. Les membres du CCU sont des représentants des laboratoires métrologiques nationaux suivants :
| Pays         | Laboratoire                                                   | Abréviation | Siège        |
| ------------ | ------------------------------------------------------------- | ----------- | ------------ |
| Espagne      | Centro Español de Metrología (es)                             | CEM         | Madrid       |
| Suisse       | Institut fédéral de métrologie                                | METAS       | Berne-Wabern |
| France       | Laboratoire national de métrologie et d'essais                | LNE         | Paris        |
| Chine        | National Institute of Metrology                               | NIM         | Pékin        |
| Japon        | National Metrology Institute of Japan au sein de l'AIST       | NMIJ        | Tsukuba      |
| Canada       | Conseil national de recherches Canada                         | CNRC ou NRC | Ottawa       |
| Allemagne    | Physikalisch-Technische Bundesanstalt                         | PTB         | Brunswick    |
| Russie       | Agence fédérale pour la régulation technique et la métrologie | Rosstandart | Moscou       |
| Corée du Sud | Korea Research Institute of Standards and Science (en)        | KRISS       | Daejeon      |
| Italie       | Istituto nazionale di ricerca metrologica (it)                | INRIM       | Turin        |
| États-Unis   | National Institute of Standards and Technology                | NIST        | Gaithersburg |
| Royaume-Uni  | National Physical Laboratory                                  | NPL         | Teddington   |
| Ukraine      | National Scientific Centre "Institute of Metrology" (ru)      | NSC IM      | Kharkiv      |

En outre, onze organisations internationales ont été invitées à apporter leurs contributions :
- Comité de données pour la science et la technologie (CODATA), Task Group on Fundamental Constants ;
- Union astronomique internationale (UAI ou IAU) ;
- Commission internationale de l'éclairage (CIE) ;
- Commission internationale des unités et mesures radiologiques (ICRU) ;
- Commission électrotechnique internationale (CEI ou IEC) ;
- International Federation of Clinical Chemistry and Laboratory Medicine (en) (IFCC) ;
- Union mathématique internationale (IMU) ;
- Organisation internationale de normalisation (ISO) ;
- Organisation internationale de métrologie légale (OIML) ;
- Union internationale de chimie pure et appliquée (IUPAC) ;
- Union internationale de physique pure et appliquée (IUPAP).

## Sessions
| No | Dates                      | Rapport         | Rapport       |
| No | Dates                      | Lire en ligne   | ISBN          |
| -- | -------------------------- | --------------- | ------------- |
| 1  | 4 – 7 avril 1967           | [lire en ligne] |               |
| 2  | 2 – 4 juin 1969            | [lire en ligne] |               |
| 3  | 23 – 24 août 1971          | [lire en ligne] |               |
| 4  | 18 – 20 septembre 1974     | [lire en ligne] | 92-822-2036-2 |
| 5  | 23 – 24 juin 1976          | [lire en ligne] | 92-822-2044-3 |
| 6  | 17 mai – 19 mai 1978       | [lire en ligne] | 92-822-2051-6 |
| 7  | 28 – 30 mai 1980           | [lire en ligne] | 92-822-2066-4 |
| 8  | 8 – 9 juin 1982            | [lire en ligne] | 92-822-2078-8 |
| 9  | 19 – 20 juin 1984          | [lire en ligne] | 92-822-2089-3 |
| 10 | 10 – 11 juillet 1990       | [lire en ligne] | 92-822-2113-X |
| 11 | 21 – 22 février 1995       | [lire en ligne] | 92-822-2141-5 |
| 12 | 16 – 17 avril 1996         | [lire en ligne] | 92-822-2159-8 |
| 13 | 8 – 9 septembre 1998       | [lire en ligne] | 92-822-2166-0 |
| 14 | 19 – 20 avril 2001         | [lire en ligne] | 92-822-2190-3 |
| 15 | 17 – 18 avril 2003         | [lire en ligne] |               |
| 16 | 13 – 14 mai 2004           | [lire en ligne] |               |
| 17 | 29 juin – 1er juillet 2005 | [lire en ligne] |               |
| 18 | 11 – 13 juin 2007          | [lire en ligne] |               |
| 19 | 26 – 28 mai 2009           | [lire en ligne] |               |
| 20 | 14 – 16 septembre 2010     | [lire en ligne] |               |
| 21 | 11 – 12 juin 2013          | [lire en ligne] |               |
| 22 | 15 – 16 juin 2016          | [lire en ligne] |               |
| 23 | 5 – 6 septembre 2017       | [lire en ligne] |               |
| 24 | 8 – 9 octobre 2019         | [lire en ligne] |               |
| 25 | 21 – 23 septembre 2021     | [lire en ligne] |               |
| 26 | 9 – 11 avril 2024          | [lire en ligne] |               |